# Miguel Ángel Díaz
Miguel Ángel Díaz Arévalo (Chalatenango, 27 gennaio 1957) è un allenatore di calcio ed ex calciatore salvadoregno, di ruolo difensore.